# Золотая малина (премия, 2004)
24-я церемония вручения наград премии «Золотая малина» за сомнительные заслуги в области кинематографа за 2003 год. Лауреаты были объявлены 28 февраля 2004 года.

## Лауреаты и номинанты
| Лауреаты — выделены отдельным цветом. |

| Категория                                  | Фотографии лауреатов                                                                                | Лауреаты и номинанты                                    |
| ------------------------------------------ | --------------------------------------------------------------------------------------------------- | ------------------------------------------------------- |
| Худший фильм                               | | • «Джильи»                                              |
| Худший фильм                               | • «Кот»                                                                                             |                                                         |
| Худший фильм                               | • «Ангелы Чарли: Только вперёд»                                                                     |                                                         |
| Худший фильм                               | • «От Джастина к Келли»                                                                             |                                                         |
| Худший фильм                               | • «Настоящий канкун»                                                                                |                                                         |
| Худшая мужская роль                        | | • Бен Аффлек — «Джильи», «Сорвиголова» и «Час расплаты» |
| Худшая мужская роль                        | • Кьюба Гудинг — «Радио», «Борьба с искушениями» и «Морское приключение»                            |                                                         |
| Худшая мужская роль                        | • Джастин Гуарини — «От Джастина к Келли»                                                           |                                                         |
| Худшая мужская роль                        | • Эштон Кутчер — «Молодожёны», «Дочь моего босса» и «Оптом дешевле»                                 |                                                         |
| Худшая мужская роль                        | • Майк Майерс — «Кот»                                                                               |                                                         |
| Худшая женская роль                        | | • Дженнифер Лопес — «Джильи»                            |
| Худшая женская роль                        | • Дрю Бэрримор — «Ангелы Чарли: Только вперёд» и «Дюплекс»                                          |                                                         |
| Худшая женская роль                        | • Анджелина Джоли — «За гранью» и «Лара Крофт Расхитительница гробниц: Колыбель жизни»              |                                                         |
| Худшая женская роль                        | • Камерон Диас — «Ангелы Чарли: Только вперёд»                                                      |                                                         |
| Худшая женская роль                        | • Келли Кларксон — «От Джастина к Келли»                                                            |                                                         |
| Худшая мужская роль второго плана          | | • Сильвестр Сталлоне — «Дети шпионов 3: Игра окончена»  |
| Худшая мужская роль второго плана          | • Энтони Андерсон — «Кенгуру Джекпот»                                                               |                                                         |
| Худшая мужская роль второго плана          | • Алек Болдуин — «Кот»                                                                              |                                                         |
| Худшая мужская роль второго плана          | • Аль Пачино — «Джильи»                                                                             |                                                         |
| Худшая мужская роль второго плана          | • Кристофер Уокен — «Джильи» и «Кенгуру Джекпот»                                                    |                                                         |
| Худшая женская роль второго плана          | | • Деми Мур — «Ангелы Чарли: Только вперёд»              |
| Худшая женская роль второго плана          | • Лэйни Казан — «Джильи»                                                                            |                                                         |
| Худшая женская роль второго плана          | • Бриттани Мёрфи — «Молодожёны»                                                                     |                                                         |
| Худшая женская роль второго плана          | • Келли Престон — «Кот»                                                                             |                                                         |
| Худшая женская роль второго плана          | • Тара Рид — «Дочь моего босса»                                                                     |                                                         |
| Худший актёрский дуэт                      | | • Бен Аффлек и Дженнифер Лопес — «Джильи»               |
| Худший актёрский дуэт                      | • Келли Кларксон и Джастин Гуарини — «От Джастина к Келли»                                          |                                                         |
| Худший актёрский дуэт                      | • Эштон Кутчер с Бриттани Мёрфи за фильм «Молодожёны», или с Тарой Рейд за фильм «Дочь моего босса» |                                                         |
| Худший актёрский дуэт                      | • Майк Майерс и «either Thing One or Thing Two» — «Кот»                                             |                                                         |
| Худший актёрский дуэт                      | • Эрик Кристиан Олсен и Дерек Ричардсон — «Тупой и ещё тупее: Когда Гарри встретил Ллойда»          |                                                         |
| Худший приквел, сиквел, ремейк или плагиат | | • «Ангелы Чарли: Только вперёд»                         |
| Худший приквел, сиквел, ремейк или плагиат | • «Двойной форсаж»                                                                                  |                                                         |
| Худший приквел, сиквел, ремейк или плагиат | • «Тупой и ещё тупее: Когда Гарри встретил Ллойда»                                                  |                                                         |
| Худший приквел, сиквел, ремейк или плагиат | • «От Джастина к Келли» («Солнце, море и парни 1960» и «Солнце, море и парни 1984»)                 |                                                         |
| Худший приквел, сиквел, ремейк или плагиат | • «Техасская резня бензопилой»                                                                      |                                                         |
| Худший режиссёр                            | | • Мартин Брест — «Джильи»                               |
| Худший режиссёр                            | • Роберт Исков — «От Джастина к Келли»                                                              |                                                         |
| Худший режиссёр                            | • Морт Нэтан — «Морское приключение»                                                                |                                                         |
| Худший режиссёр                            | • Братья Вачовски — «Матрица: Перезагрузка» и «Матрица: Революция»                                  |                                                         |
| Худший режиссёр                            | • Бо Уэлч — «Кот»                                                                                   |                                                         |
| Худший сценарий                            | | • Мартин Брест — «Джильи»                               |
| Худший сценарий                            | • Алек Берг, Джефф Шеффер и Дэвид Мэндел — «Кот»                                                    |                                                         |
| Худший сценарий                            | • Джон Огаст и Кормак и Мэриэнн Уибберли — «Ангелы Чарли: Только вперёд»                            |                                                         |
| Худший сценарий                            | • Роберт Бренер и Трой Миллер — «Тупой и ещё тупее: Когда Гарри встретил Ллойда»                    |                                                         |
| Худший сценарий                            | • Ким Фуллер — «От Джастина к Келли»                                                                |                                                         |